# Diana Cariboni
Diana Cariboni (1962) es una periodista y autora argentina radicada en Uruguay. 

## Biografía
Hija de una ama de casa y un obrero metalúrgico, desde 1984 vive en Uruguay. Su carrera periodística comenzó en 1992, en los periódicos uruguayos El Observador y El País, las emisoras de Radio Sarandí y otros medios de comunicación de Uruguay. Escribió para el diario The Guardian y trabajó, entre 2001 y 2014 para la agencia IPS (Inter Press Service), en la que ocupó consecutivamente los cargos de editora regional para América Latina, editora en jefe asociada y coeditora en jefe mundial.
Actualmente colabora con el medio británico OpenDemocracy y el proyecto Tracking the Backlash, y la revista Noticias Uruguay. 
Está casada y tiene cinco hijos.

## Libros
Es autora del libro Guantánamo entre nosotros y coautora de Viejas bravas.
En 2007 ganó el premio Avina Scholarship for Investigative Journalism in Sustainable Development en 2007.
En 2018 recibió el Premio Marcelo Jelen. 